# Evans Knoll
Evans Knoll är en kulle i Antarktis. Den ligger i Västantarktis. Inget land gör anspråk på området. Toppen på Evans Knoll är 104 meter över havet.
Terrängen runt Evans Knoll är lite kuperad. Trakten är obefolkad. Det finns inga samhällen i närheten.